# Grizzlybräcka
Grizzlybräcka (Boykinia richardsonii) är en stenbräckeväxtart som först beskrevs av William Jackson Hooker, och fick sitt nu gällande namn av Samuel Frederick Gray. Enligt Catalogue of Life ingår Grizzlybräcka i släktet bäckbräckor och familjen stenbräckeväxter, men enligt Dyntaxa är tillhörigheten istället släktet bäckbräckor och familjen stenbräckeväxter. Arten förekommer tillfälligt i Sverige, men reproducerar sig inte. Inga underarter finns listade i Catalogue of Life.